# Renault R23
Pour les articles homonymes, voir R23.
Chronologie des modèles (2003)
Renault R202 Renault R24
La Renault R23 est la monoplace de Formule 1 engagée par l'écurie Renault F1 Team au cours de la saison 2003. Ses pilotes sont Fernando Alonso et Jarno Trulli.

## Historique

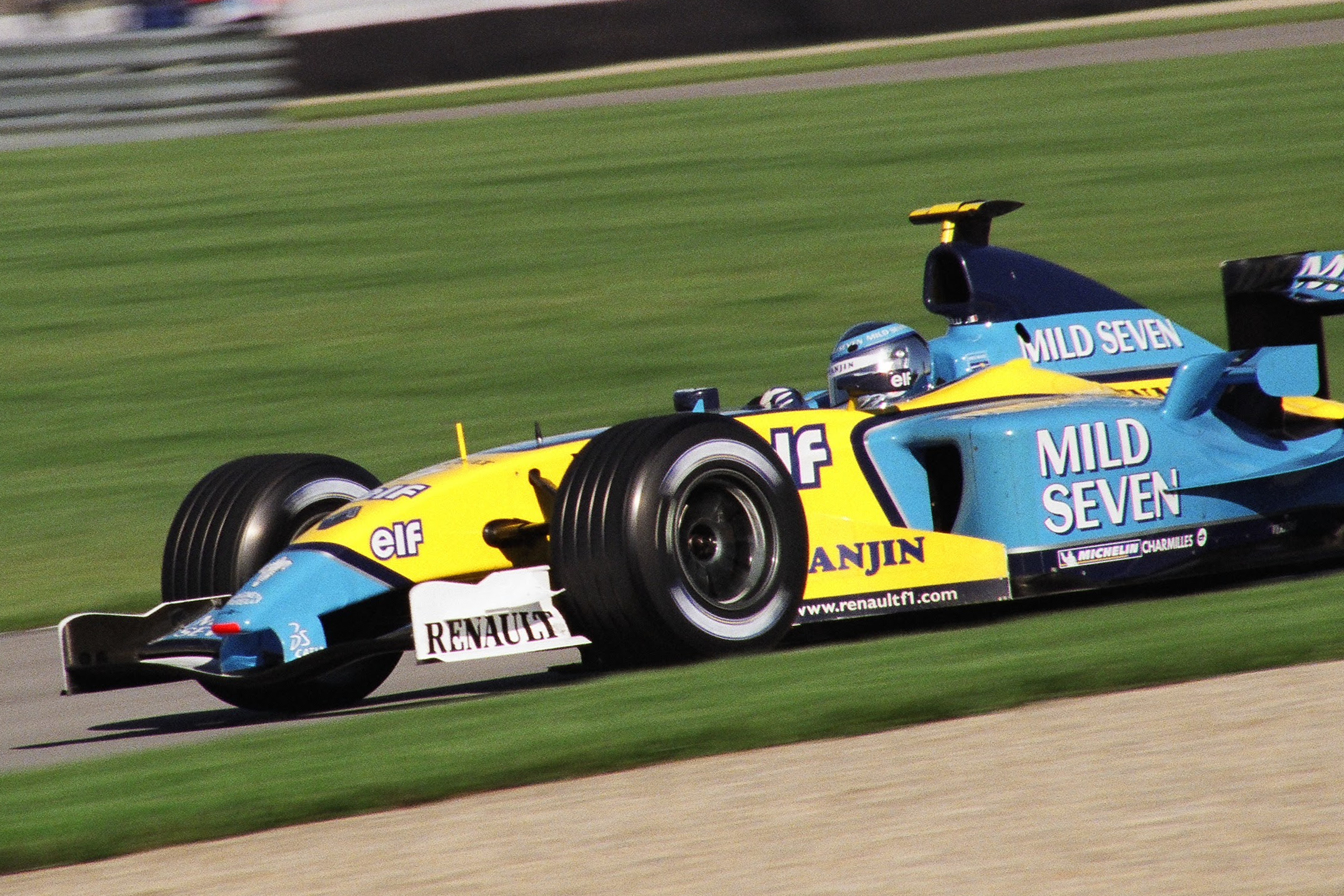
La Renault R23 de Jarno Trulli.

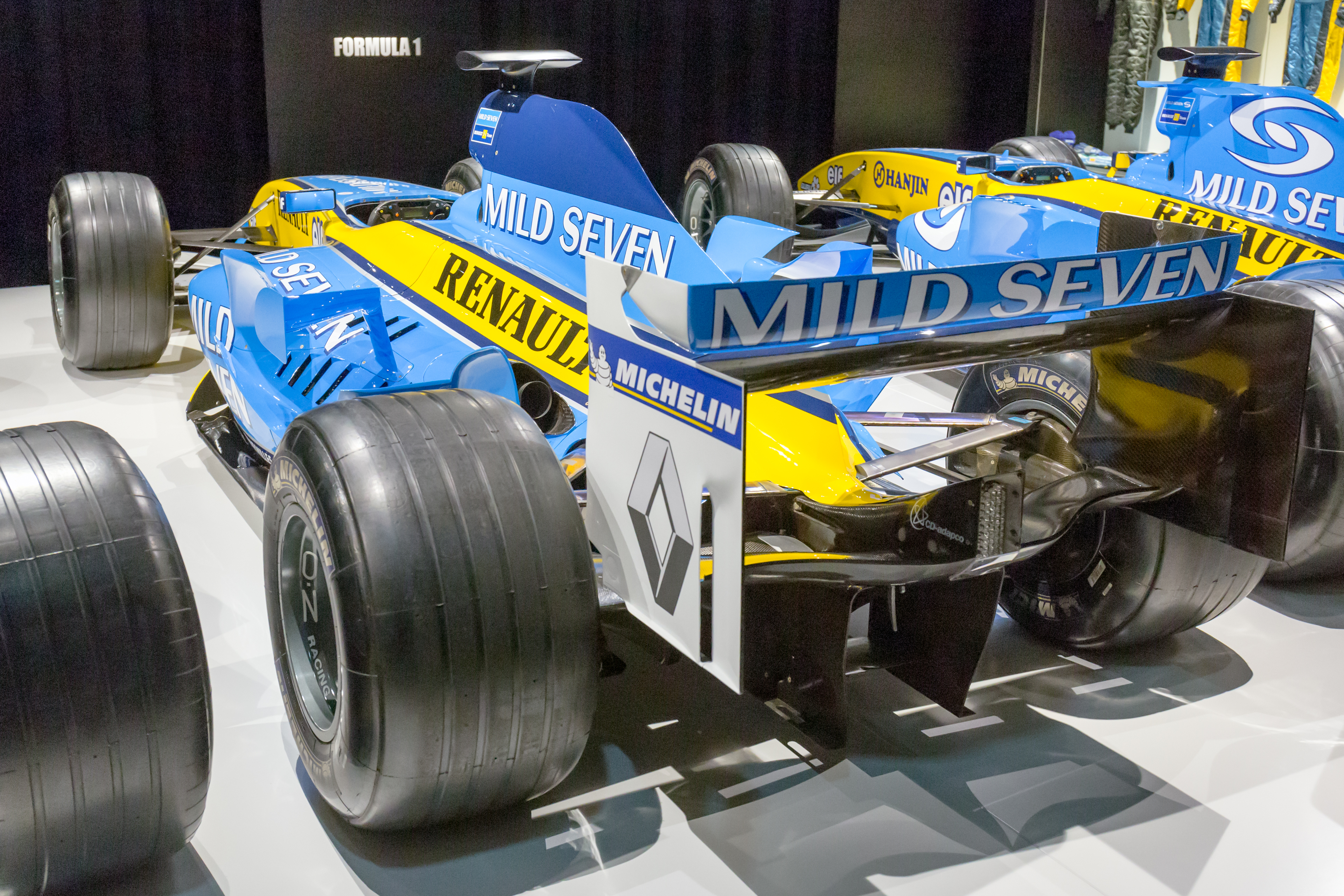
L'arrière de la Renault R23 exposée au musée Fernando Alonso.

Deuxième monoplace de l'écurie Renault F1 Team depuis le retour du constructeur français en Formule 1 en 2002, la R23, et non R203 comme l'aurait voulu la logique afin d'éviter de nommer des Renault comme certaines Peugeot, est celle qui permet l'avènement du jeune pilote espagnol Fernando Alonso, élevé dans le giron de Flavio Briatore, qui rejoint l'équipe comme titulaire après une saison d'essais. Il remplace Jenson Button, pourtant auteur d'une meilleure saison que Jarno Trulli.
La principale caractéristique de la voiture est son moteur à angle très ouvert de 111° qui permet d'abaisser le centre de gravité de la voiture. Dès le premier Grand Prix de la saison, les R23 sont compétitives et terminent dans les points, Trulli devant Alonso. Une course plus tard, à l'issue de la séance de qualifications du Grand Prix de Malaisie, les voitures bleues et jaunes sont en première ligne, Alonso devant Trulli. L'Espagnol devient le plus jeune poleman de l'histoire de la Formule 1. Il termine troisième de la course, remportée par Kimi Räikkönen.
Quelques courses plus tard, le phénomène Alonso prend de l'ampleur puisque chez lui, à Barcelone, il conteste jusqu'au bout la victoire à la Ferrari F2003-GA de Michael Schumacher et termine deuxième. Au Canada, il signe le meilleur tour en course et termine sur les talons des Williams FW25 dominatrices et de la Ferrari de Schumacher.
À partir du Grand Prix de Grande-Bretagne, Renault engage une version B de sa R23 qui comprend soixante-dix nouvelles pièces, modifiant ainsi la carrosserie, le diffuseur et le fond plat de la monoplace. Avec la Renault R23B, Jarno Trulli, dominé par Fernando Alonso depuis le début de saison et dont la place est de plus en plus contestée au sein de l'écurie, termine troisième du Grand Prix d'Allemagne. Au Grand Prix suivant, en Hongrie, Alonso, parti depuis la pole position, domine la course et signe la première victoire de Renault en Grand Prix depuis son retour, en prenant un tour à Schumacher et Trulli. La fin de saison est plus calme, Alonso pouvant gagner au Japon avant que son moteur ne lâche, ce qui provoque une grosse colère de l'Espagnol, le mettant en difficulté au sein de l'équipe française.

## Résultats en championnat du monde de Formule 1

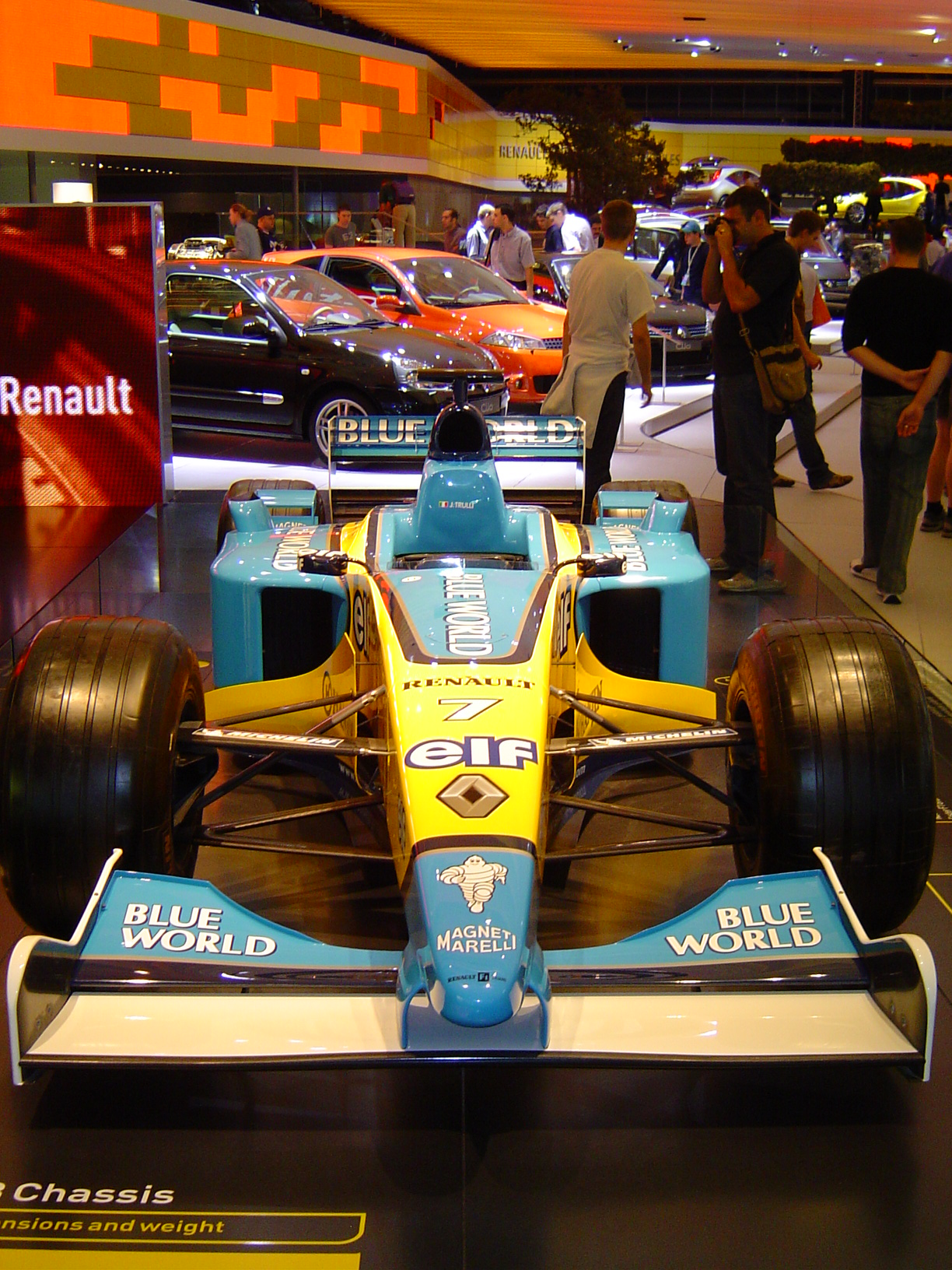
La Renault R23 de Jarno Trulli à l'exposition IAA 2003.

| Saison | Écurie                     | Moteur           | Pneus    | Pilotes         | Courses | Courses | Courses | Courses | Courses | Courses | Courses | Courses | Courses | Courses | Courses | Courses | Courses | Courses | Courses | Courses | Points inscrits | Classement |
| Saison | Écurie                     | Moteur           | Pneus    | Pilotes         | 1       | 2       | 3       | 4       | 5       | 6       | 7       | 8       | 9       | 10      | 11      | 12      | 13      | 14      | 15      | 16      | Points inscrits | Classement |
| ------ | -------------------------- | ---------------- | -------- | --------------- | ------- | ------- | ------- | ------- | ------- | ------- | ------- | ------- | ------- | ------- | ------- | ------- | ------- | ------- | ------- | ------- | --------------- | ---------- |
| 2003   | Mild Seven Renault F1 Team | Renault RS23 V10 | Michelin |                 | AUS     | MAL     | BRÉ     | SMR     | ESP     | AUT     | MON     | CAN     | EUR     | FRA     | GBR     | ALL     | HON     | ITA     | USA     | JAP     | 88              | 4e         |
| 2003   | Mild Seven Renault F1 Team | Renault RS23 V10 | Michelin | Jarno Trulli    | 5e      | 5e      | 8e      | 13e     | Abd     | 8e      | 6e      | Abd     | Abd     | Abd     | 6e      | 3e      | 7e      | Abd     | 4e      | 5e      | 88              | 4e         |
| 2003   | Mild Seven Renault F1 Team | Renault RS23 V10 | Michelin | Fernando Alonso | 7e      | 3e      | 3e      | 6e      | 2e      | Abd     | 5e      | 4e      | 4e      | Abd     | Abd     | 4e      | 1er     | 8e      | Abd     | Abd     | 88              | 4e         |

Légende : ici 